# GSX2
GSX2 (англ. GS homeobox 2) – білок, який кодується однойменним геном, розташованим у людей на 4-й хромосомі. Довжина поліпептидного ланцюга білка становить 304 амінокислот, а молекулярна маса — 32 031.
| 10         |  | 20         |  | 30         |  | 40         |  | 50         |
| ---------- |  | ---------- |  | ---------- |  | ---------- |  | ---------- |
| MSRSFYVDSL |  | IIKDTSRPAP |  | SLPEPHPGPD |  | FFIPLGMPPP |  | LVMSVSGPGC |
| PSRKSGAFCV |  | CPLCVTSHLH |  | SSRGSVGAGS |  | GGAGAGVTGA |  | GGSGVAGAAG |
| ALPLLKGQFS |  | SAPGDAQFCP |  | RVNHAHHHHH |  | PPQHHHHHHQ |  | PQQPGSAAAA |
| AAAAAAAAAA |  | AALGHPQHHA |  | PVCTATTYNV |  | ADPRRFHCLT |  | MGGSDASQVP |
| NGKRMRTAFT |  | STQLLELERE |  | FSSNMYLSRL |  | RRIEIATYLN |  | LSEKQVKIWF |
| QNRRVKHKKE |  | GKGTQRNSHA |  | GCKCVGSQVH |  | YARSEDEDSL |  | SPASANDDKE |
| ISPL       |  |            |  |            |  |            |  |            |

A: Аланін

C: Цистеїн

D: Аспарагінова кислота

E: Глутамінова кислота

F: Фенілаланін

G: Гліцин

H: Гістидин

I: Ізолейцин

K: Лізин

L: Лейцин

M: Метіонін

N: Аспарагін

P: Пролін

Q: Глутамін

R: Аргінін

S: Серин

T: Треонін

V: Валін

W: Триптофан

Кодований геном білок за функцією належить до білків розвитку. 
Задіяний у таких біологічних процесах, як транскрипція, регуляція транскрипції. 
Білок має сайт для зв'язування з ДНК. 
Локалізований у ядрі.